# Предшколско васпитање
Предшколско васпитање је формативни процес којим се на узрастима од рођења детета до поласка у школу буде и актуализују његови психофизички потенцијали, подстичу и усмеравају позитивне тенденције које се испољавају током развоја, задовољавају дечје потребе и стварају услови за што боље изражавање, да би се оформила и развија сва позитивна својства његове личности.

## Развој идеја о васпитању предшколске деце
- Јан Амос Коменски

Јан Амос Коменски је велики словенски филозоф, филозоф и књижевник. Његово учење о „ материнској школи" представља први покушај стварања теорије и методике предшколског васпитања, одређења његових циљева, садржаја, основних средстава и метода, предлагања брижљиво смишљеног и одмерено организованог система рада с малом децом у складу с њиховим узрасним могућностима. Идеје и препоруке Коменског у вези са васпитањем и образовањем предшколске деце чине га утемељивачем савремене предшколске педагогије и њеног најважнијег става да је предшколски ступањ први степен, саставни и равноправни део система васпитања и образовања који има фундиментални значај у формирају људске личности. Многе од ових идеја нису изгубиле свој теоријски значај и практичну вредност ни данас, налазећи потврду у научним истраживањима у области предшколске педагогије и других развојних наука и дисциплина. 
- Фридрих Фребел

Фридрих Фребел је 1816. године основао Универзални немачки васпитни институт за предшколску децу у коме је организовао физичке вежбе и учио их сеоским пословима. Осим тога, бавио се писањем, тако да се 1826. године појавило његово главно дело „ Васпитање Човека". У њему је изложио своја педагошка схватања која је касније практично остварио. Код Фребела се могу наћи многобројна поређења детета и младе биљке, што га је и довело до идеје за парадигматски назив предшколске установе усвојен у скоро читавом свету - „дечји вртић". Његова је трајна заслуга што је скренуо пажњу на неискоришћене потенцијале и значај васпитања у раном детињству, а свој систем разрадио целовито, методички осмишљено и образложено, уз средства, активне методе и садржаје прилагођене специфичностима предшколске деце и условима њиховог васпитања и образовања. Његов утицај се осећа и данас, у раду свих врста установа и покрета за предшколско васпитање у свету. На тај начин он је поставио темеље и за касније конституисање предшколске педагогије као самосталне педагошке дисциплине. 
- Марија Монтесори

Марија Монтесори деловала је у време конституисања психологије као науке и првих покушаја да се научна достигнућа примене у васпитању деце. Године 1912. објавила је своје главно дело под називом „ Дом детета„ чији је поднаслов био „ Метода научне педагогије”. Њене установе отварале су се по целој Европи. Уводи назив Casa del Bambini (дечја кућа). Заједно са Фридрихом Фребелом преко назива којима именују место васпитања и образовања деце раног узраста, указују на то да дете приказују из сасвим друге перспективе. У средишту васпитно образовног поступка је дете а циљ је остваривање свих његових потенцијала као независне и одговорне особе. Она је сматрала да би деца са посебним потребама на специјалним часовима добила посебну индивидуалну пажњу која им је неопходна и на тај начин би могли неометано да напредују не пратећи велике групе и њихов ритам рада и учења. 

## Значај предшколског васпитања у развоју и васпитавању деце
У развоју и васпитању човека, предшколско васпитање има велики значај, управо због чињенице што се у периоду од рођења до поласка у школу покрећу и активирају физичке и психичке основе и диспозиције донете наслеђем. Познато је да је у предшколском периоду најбурнији и најинтензивнији развој детета. Предшколско васпитање има своју друштвену и педагошку функцију и ниједну од ових улога не треба занемаривати. Данас, када је све већи фонд људских знања и када код деце треба развити многобројне способности за живот у савременим условима, предшколско васпитање представља и питање „ равноправности у старту", то јест основне припремљености деце за даљи развој у животу.

## Функције предшколског васпитања[7]
- Предшколским васпитањем треба да се обезбеди задовољавање дечјих  и друштвених потреба, и остваривање њихових права.
- Обезбеђује се активно учествовање детета у заједници деце.
- Припремне функције предшколског васпитања за школу.
- Ослобађање родитеља током дана од бриге о деци.
- Пружање помоћи породици у васпитању деце.
- Компензаторске функције ванпородичног предшколског  васпитања.
- Повећана друштвена помоћ и заштита.
- Кроз посебне облике и садржаје омогућава обдареној деци да у највећој мери искористе своје развојне потенцијале.